# Zagra (Rumunia)
Zagra – wieś w Rumunii, w okręgu Bistrița-Năsăud, w gminie Zagra. W 2011 roku liczyła 1100 mieszkańców.